# Klaas de Boer (Astronom)

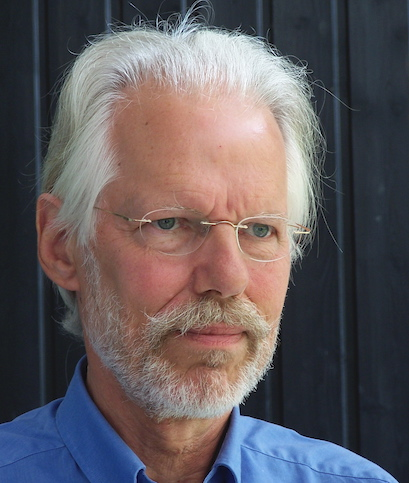
Klaas de Boer, ca. 2007

Klaas Sjoerds de Boer (* 16. November 1941 in Groningen; † 15. März 2022 ebendort) war ein niederländischer Astronom und Astrophysiker sowie Professor an der Universität Bonn. Für seine Forschung verwendete er mit Satelliten und irdischen Teleskopen gewonnene Messungen.

## Leben
De Boer studierte Astronomie und Physik an der Universität Groningen. 1974 erfolgte seine Promotion in Groningen bei Stuart Pottasch über Interstellar Absorption Lines in the Ultraviolet.
Von 1974 bis 1977 war er am Institut für Raumforschung der Universität Groningen tätig, von 1978 bis 1981 war er research associate am Astronomy Department der University of Wisconsin (USA) in Madison. Zwischen 1981 und 1985 war er wissenschaftlicher Mitarbeiter an der Universität Tübingen und im Jahr 1985 außerdem in derselben Funktion an der Universität Groningen für die Zusammenarbeit der Niederlande und Großbritannien in La Palma und am Royal Greenwich Observatory im englischen Herstmonceux stationiert. Forschungsaufenthalte führten ihn an das Astronomy Department der Princeton University (USA) und an die University of Canterbury in Christchurch (Neuseeland).
1986 wurde er zum Professor der Astronomie an der Sternwarte der Universität Bonn als Nachfolger von Hans Schmidt berufen.

### Forschung und Lehre

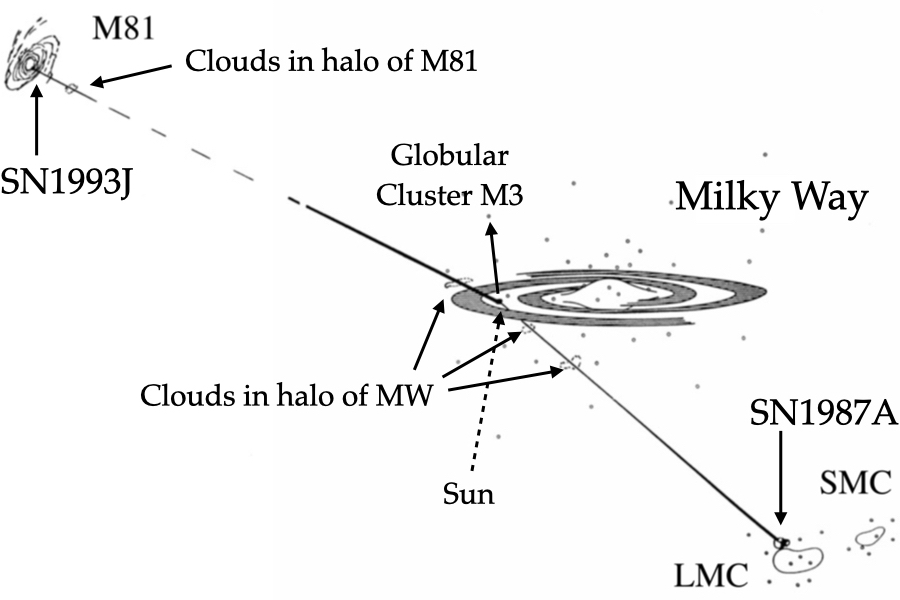
Mit Hilfe von Supernovae das Gas jenseits der Milchstraße untersuchen

Hauptforschungsgebiete: Interstellares Gas, Horizontalaststerne, Kinematik in der Galaxis, Struktur der Magellanschen Wolken und Zwerggalaxien, Gebiete, die als Leitmotiv Untersuchungen der dreidimensionalen Struktur des lokalen Universums haben.
Er erarbeitete, zusammen mit Studenten, Doktoranden und lokalen wie auswärtigen Kollegen, mehr als 250 Publikationen, davon etwa die Hälfte in referierten Zeitschriften. Er organisierte verschiedene Tagungen,  war Herausgeber mehrerer Tagungsbände und publizierte Bücher. Dazu kommen mehr als 25 für Laien geschriebene Artikel und knapp 30 Aufsätze zur Astronomie im Internet.
Das Halten von Vorlesungen und die Betreuung seiner Studenten empfand er als eine wichtige und erfüllende Aufgabe seines Berufes. Er hielt unzählige wissenschaftliche Vorträge im In- und Ausland sowie mehrere Vorträge für Laien.

### Kommissionsarbeit
Klaas de Boer war Mitglied und Vorsitzender verschiedener Kommissionen, darunter des International Ultraviolet Explorer Programme Committee der ESA (1986–1994), des Gutachterausschusses Verbundforschung Astronomie und Astrophysik des DLR (1991–1993 und 1995–2001), der Science Advisory Group des Gaia-Projekts (1998–2000) und des Board of Directors der internationalen Zeitschrift Astronomy & Astrophysics (2001–2011).
Er wirkte mit seinen Bonner Kollegen dafür, dass die Sternwarte sich 2006 mit dem Radioastronomischen Institut und dem Institut für Astrophysik und extraterrestrische Forschung zum gemeinsamen Argelander-Institut für Astronomie (AIfA) vereinte.

### Ruhestand
2007 ging er in den Ruhestand. Danach widmete er sich vorwiegend historischen und genealogischen Untersuchungen.

### Veröffentlichungen
Er verfasste mehr als 250 wissenschaftliche Publikationen in der Zeit von 1972 bis 2017. Zusammenfassungen sind abrufbar beim ADS.
- 1984: S. van den Bergh, K. S. de Boer (Hrsg.), Structure and Evolution of the Magellanic Clouds, IAU Symposium No.108, Reidel Publ. Comp. (ISBN 9027717222)
- 2001: K.S. de Boer, R.-J. Dettmar, U. Klein (Hrsg.), Dwarf Galaxies and their Environment, Shaker Verlag (ISBN 3826592646)
- 2001: Beteiligung an der Neuausgabe des Schulbuches Astronomie – Gymnasiale Oberstufe und Grundstudium; PAETEC/Cornelsen (ISBN 3895177989).
- 2004: H. van Woerden, B.P. Wakker, U.J. Schwarz, K.S. de Boer (Hrsg.), High-Velocity Clouds, Springer Verlag (ISBN 1402025785).
- 2008: K.S. de Boer, W. Seggewiss, Stars and Stellar Evolution, EDPSciences; Lehrbuch (ISBN 9782759803569).